# Elle (pronomen)
Elle (pluralis elles) är ett pronomen i spanska som har föreslagits som det könsneutrala pronomen i tredje person. Det anses vara ett alternativ för de existerande pronomen él (för män) och ella (för kvinnor).
Traditionellt har spansktalare ersatt vokaler som indikerar kön med antingen @ eller x såsom i ordet todes ('allihopa'). Vokalen E anses dock vara ett mer naturligt sätt.
I oktober 2020 lade Real Academia Española (RAE) pronomenet elle till en så kallad Observatorio de Palabras-lista där akademin listar märkbara och potentiella nyord som ännu dock inte har tagits in i dess officiella ordbok. RAE tog bort pronomenet snart efter detta på grund av förvirring hos allmänheten.